# ویگو یورگنسن
ویگو یورگنسن (دانمارکی: Viggo Jørgensen; ۸ اوت ۱۸۹۹ – ۲۱ مهٔ ۱۹۸۶) بازیکن فوتبال اهل دانمارک بود.
وی همچنین در تیم ملی فوتبال دانمارک بازی کرده‌است.